# 優しいあの子
「優しいあの子」（やさしいあのこ）は、日本のロックバンド・スピッツの楽曲。2019年6月19日にユニバーサルJより通算42作目のシングルとして発売された。

## 解説
前作「みなと」から3年2か月ぶりとなるシングルである。表題曲「優しいあの子」は、NHK連続テレビ小説『なつぞら』の主題歌。北海道を舞台としたドラマであるからか、歌詞にアイヌ語の単語を使用している。
連続テレビ小説『なつぞら』に柴田剛男役として出演している藤木直人が自身のライブツアー（Naohito Fujiki Live Tour Ver.12.0 〜20th -Grown Boy- みんなで叫ぼう!LOVE‼︎ tour〜）のジャズアレンジメドレーコーナーの6曲目でオリジナルムービーと共にワンコーラス歌唱している。

## チャート成績
- 2019年7月1日付のオリコン週間ランキングでは初動25,876枚を売り上げ、週間2位にランクインした。オリコンシングルトップ3入りは「ルキンフォー」以来約12年ぶり。
- 2019年7月1日付のオリコン週間デジタルランキング（単曲）では初動58,239万DLを売り上げ、週間1位にランクインした。スピッツがデジタルランキング1位を獲得するのは初。iTunes、レコチョクなど主要ダウンロードサイトでも1位を記録し、カテゴリー別を含め32冠を達成した。
  - オリコン 週間デジタルシングル（単曲）ランキング1位
  - iTunes 週間ソング・ランキング1位
  - mora総合 シングル（単曲）週間ランキング1位
  - mora邦楽 シングル（単曲）週間ランキング1位
  - レコチョク アルバムランキング週間1位
  - レコチョク 着うたランキング週間1位
  - music.jp 週間アルバムランキング総合1位
  - music.jp 週間アルバムランキング邦楽1位
  - mysound シングル週間ウィークリー1位
  - mysound アルバム週間ウィークリー1位
  - mysound 着うた週間ウィークリー1位
  - TSUTAYAミュージコ♪ シングル週間ウィークリー1位
  - TSUTAYAミュージコ♪ アルバム週間ウィークリー1位
  - dwango.jp着うた 週間ウィークリー1位
  - オリコンミュージックストア 総合シングルダウンロードランキング1位
  - オリコンミュージックストア 着うたダウンロードランキング1位
  - JOYSOUNDうた×フル シングル週間ウィークリー1位
- 2019年7月1日付のBillboard JAPAN HOT BUZZ SONGでは週間1位にランクインした。
- 2019年7月8日付のオリコン週間デジタルランキング（単曲）では23,354DLを売り上げ、連続1位にランクインした。デジタルランキングで連続1位は自身初。

## 収録曲
- 全作詞・作曲：草野正宗

1. 優しいあの子
  - 編曲：スピッツ&亀田誠治
  - NHK連続テレビ小説『なつぞら』主題歌[13]
2. 悪役
  - 編曲：スピッツ

2018年のファンクラブ・ツアー「Spitzbergen tour 2018 GO!GO! Scandinavia vol.7」で披露されていた楽曲[14]。

## 参加ミュージシャン
優しいあの子
- 草野マサムネ - Vocals, Guitars
- 三輪テツヤ - Guitars
- 田村明浩 - Bass
- 﨑山龍男 - Drums, Percussion
- 藤田乙比古 -French Horn
- 大東周-French Horn
- 斎藤有太 - Organ
- 豊田泰孝 - Programming

## 収録アルバム
優しいあの子
- 見っけ

## カバーしたアーティスト
優しいあの子
- 吉田羊、鈴木梨央（2019年 - ポカリスエット「ポカリ、のまなきゃ。」CMシリーズ第12弾[15]）